# Krishnasamudram
Krishnasamudram è una suddivisione dell'India, classificata come census town, di 9.254 abitanti, situata nel distretto di Tiruchirappalli, nello stato federato del Tamil Nadu. In base al numero di abitanti la città rientra nella classe V (da 5.000 a 9.999 persone).

## Geografia fisica
La città è situata a 10° 47' 33 N e 78° 48' 42 E.

## Società

### Evoluzione demografica
Al censimento del 2001 la popolazione di Krishnasamudram assommava a 9.254 persone, delle quali 4.694 maschi e 4.560 femmine. I bambini di età inferiore o uguale ai sei anni assommavano a 746, dei quali 390 maschi e 356 femmine. Infine, coloro che erano in grado di saper almeno leggere e scrivere erano 7.762, dei quali 4.104 maschi e 3.658 femmine.